# Muju Resort
Muju Resort – kompleks czterech skoczni narciarskich o punktach konstrukcyjnych K-120, K-90, K-60 oraz K-35, położonych w kurorcie Muju Resort w południowokoreańskim powiecie Muju.
Kompleks naturalnych skoczni narciarskich położonych na terenie kurortu Muju Resort powstał w 1990 roku jako centrum treningowe koreańskiej reprezentacji skoczków narciarskich. Obiekty o punktach konstrukcyjnych umieszczonych na 120, 90, 60 i 35 metrze wyposażone są w igelit i do czasu otwarcia wybudowanego w latach 2006–2008 kompleksu Alpensia Jumping Park były jedynymi tego typu obiektami w Korei Południowej. Trybuny pod skoczniami mogą pomieścić około 25 tysięcy widzów. Obecnie (2016 rok) serwis skisprungschanzen.com klasyfikuje kompleks jako nieużywany.
We wrześniu 1996 kompleks gościł dwa konkursy Pucharu Kontynentalnego – zarówno na dużym, jak i normalnym obiekcie zwyciężył wówczas Adam Małysz. Na przełomie stycznia i lutego 1997 odbyły się tutaj konkursy skoków narciarskich w ramach Zimowej Uniwersjady 1997 – w rywalizacji indywidualnej złote medale zdobyli Łukasz Kruczek (skocznia normalna) i Yoshiharu Ikeda (skocznia duża), a konkurs drużynowy wygrała reprezentacja Japonii. Podczas rywalizacji uniwersjadowej Yoshiharu Ikeda ustanowił rekordy zarówno normalnego (103,5 m), jak i dużego (136 m) obiektu. Po uniwersjadzie planowano na stałe włączyć kompleks Muju Resort do kalendarza zawodów międzynarodowych rozgrywanych pod egidą FIS, jednak ostatecznie pomysł ten skończył się niepowodzeniem – w sierpniu 2000 obiekt ten gościł cykl Letniej Grand Prix, ale z powodu niekorzystnych warunków atmosferycznych jedyny konkurs przerwano i odwołano, a po odwołaniu zaplanowanych na sezon 2000/2001 zawodów Pucharu Kontynentalnego skocznie w kurorcie Muju Resort nigdy więcej nie otrzymały już organizacji zawodów rangi FIS.